# Герман Володимир Григорович
Герман Володимир Григорович (нар. 4 серпня 1960, с. Пищатинці Борщівського району Тернопільської області) — український поет, журналіст, перекладач, редактор.

## Біографія
Герман Володимир народився 4 серпня 1960 року в с. Пищатинці Борщівського району Тернопільської області в родині колгоспників. Батько, Герман Григорій Дмитрович (1933–1983), працював водієм у колгоспі. Мати, Герман (Звоннікова) Ольга (Акилина) Мартинівна (1931–1993) — працівниця колгоспу. Володимир закінчив Пищатинську восьмирічну школу (1975 р.), геологічне відділення Кам'янець-Подільського індустріального технікуму (1979 р.), геологічний факультет Львівського університету (1984 р.),а також курси при факультеті журналістики Київського університету (1989 р.).
Працював техніком-геологом у геологічних експедиціях у Білорусі, Узбекистані (Кизилкуми), Комі АРСР (Воркута), Якутії (Янська експедиція); інженером-геологом у Новому Уренгої, Новояворівську та на Загайпільському сірчаному руднику (Коломия); інструктором райвиконкому та завідувачем агропромислового відділу районної газети у смт Володимирець Рівненської області.
З 1990 року живе і працює в Коломиї. Працював інженером на заводі «Коломиясільмаш», старшим редактором відділу політики газети «Вісник Коломиї» (1990–1995), головним редактором перших чисел газети «Нація і Держава» (орган Коломийської міськрайонної організації КУН).
Із 1995 року проживає в Києві. У 1996–2000 роках — відповідальний секретар газети «Слово Просвіти» Всеукраїнського товариства «Просвіта». Із січня 2000 року — заступник головного редактора видавництва «Махаон-Україна».
Батько двох дітей: донька Тамара (нар. 1986), син Тарас (нар. 1989).

## Творчість

Збірка «Сад Бажань» (2012)

Друкувався у багатьох регіональних та всеукраїнських виданнях («Зміна», «Літературний Львів», «Вісник Коломиї», «Слово Просвіти», «Зеркало недели», «Київ», «ШО» та ін.).

Редактор-упорядник ювілейного видання «Просвіта: історія та сучасність (1868–1998)» (1998), а також «Великої ілюстрованої енциклопедії України» (2008, 2009).
Автор поетичних збірок:
- «Сонячна корона» (1994),
- «Alter Ego / Друге Я» (1995),
- «Сад Бажань» (2012),
- «Ангел Останній» (2012).

Автор дитячих книжок:
- «Під сонцем Кульбабки» (1994),

Збірка «Ангел Останній» (2012)

- «Як до Сонечка пройти?» (2000, 2010),
- «Я чекаю Миколая» (1999),
- «Христос воскрес! Радійте, діти» (2000),
- «Коляд, коляд, колядниця» (2000).

## Перекладацька діяльність:
Для Київського молодого театру переклав п'єси Жана-Клода Брисвіля «Вечеря» (сценічна назва: «Таємнича вечеря». — Прем'єра: жовтень 1999 р. — У постійному репертуарі); Річарда Брінслі Шерідана «Дуенья» (сценічна назва: «Севільські заручини»: майже комічна опера на дві дії. — Прем'єра: жовтень 1999 р. — У постійному репертуарі). П'єси ставить також Чернігівський молодіжний театр.
На компакт-дисках побачили світ у музичному видавництві «Пан Коцький» авторські переклади казок Шарля Перро «Попелюшка, або ж Скляний черевичок» та «Ослина шкура».
Окремими книжками побачили світ десятки перекладів творів відомих авторів, зокрема: серія з восьми книжок «Жили собі кролики...» Женев'єви Юр'є (з ілюстраціями Лоїка Жуанніґо), «Маленький принц» А. де Сент-Екзюпері, «Ґарґантюа і Пантаґрюель» Ф. Рабле (спільно з О. Думанською; поетичні вставки), «Синій Птах» М. Метерлінка, «Холодне серце» В. Гауфа, «Тенета пристрасті» Реймона Радіґе, «Про поросятко Хлюпа» Елісон Аттлі, «Мафін і його веселі друзі» Енн Хоґарт, «Міфи Стародавньої Греції» в переказі Л. Яхніна, «Золотий ключик, або Пригоди Буратіно» Олексія Толстого, «Три Товстуни» Юрія Олеші, «Старик Хоттабич» Лазаря Лаґіна, «Чорна курка, або Підземні мешканці» Антонія Погорільського, «Пригоди Пустомеликів та інші історії» Андрія Куркова, казки Корнія Чуковського «Лікар Айболить», «Федорине горе», «Крадене сонце», «Клишоніг і Лиска», «Крокодил», «Пригоди Бібіґона» та ін., твори для дітей (окремими книжками і в збірках) П. Бажова, Д. Мамина-Сибіряка, В. Гаршина, Агнії Барто, С. Михалкова, В. Катаєва, Емми Мошковської, В. Степанова, В. Данька, Діни Непомнящої, В. Драгунського, М. Носова, С. Козлова, І. Тургенєва, М. Пришвіна, К. Паустовського, Валентини Осєєвої, Тетяни Коті, Галини Лебедєвої, В. Борисова, Галини Камінної, Г. Циферова, Світлани Гвініашвілі, К. Ушинського, Є. Шварца, М. Пляцковського, Л. Пантелєєва, В. Біанкі, М. Єсеновського, Віри Інбер, Даниїла Хармса та ін. (переважно у видавництві «Махаон-Україна», а також у видавництвах «Онікс» і «Рідна мова»).
Переклади зарубіжних поетів: із польської – Казимира Вежинського, Анджея Бурси, Тадеуша Ружевича, Здзіслава-Тадеуша Лончковського, Казімєжа Кошутського, Збіґнєва Герберта, Віслави Шимборської, Кароля Войтили (Івана-Павла II); із французької – Віктора Гюґо, Артюра Рембо, Поля Верлена, Анрі де Монтерлана, Ґільвіка, Франка Веная, Жана-Поля Ґіббера, Катюля Мендеса; із російської – Лариси Міллер; інтерпретації: німецького поета Манфреда Вольтера, чеського – Їржі Червенки, англійських – П. Б. Шеллі, Едварда Ліра, американського – Едвіна Фассела, канадського – Артура Сміта, грецьких поетів Сафо, Алкея, Константіноса Кавафіса, а ще – загалом зі слов’янських (Десанка Максимович…), латинської та романських мов (Анґела Фіґера Аймерич, Хуан Орельяна Кампільйос, Роберто Фернандес Ретамар etc).
Автор декількох літературних містифікацій («Сонети до Євгеніана», «Кентавр і Стрілець» etc).

## Графіка

## Журналістика
Працював у жанрах публіцистики, інтерв’ю, літературознавства, мистецтвознавства. Публіцистичні статті, інтерв'ю (Іполит Гамсахурдіа; глава УГКЦ кардинал Любомир Гузар; директор Інституту українознавчих студій Гарвардського університету Роман Шпорлюк; голова Всесвітньої Спілки українських політв'язнів Михайло Марунчак; голова Педагогічного товариства ім. Г. Ващенка Анатолій Погрібний та ін.), літературознавчі статті (Леопольд фон Захер-Мазох, Тарас Мельничук, Роман Іваничук, Дмитро Павличко, Володимир Леонтович, Іван Багряний та ін.), мистецтвознавчі статті (художники з діаспори — Леонід Перфецький, Енді Воргол, Вадим Доброліж, Софія Левицька; сучасні українські художники — Ігор Грицай, Ігор Марковський, Людмила Семикіна, Василь Лопата, Микола Стратілат, Світлана Лящук-Лебіга, Володимир Гарбуз, Валерій Франчук, Єлизавета Миронова; співаки — Міро Скаля, Євгенія Зарицька, Соломія Крушельницька), нариси про відомих українців (Володимир Вернадський, Софія Русова, Володимир Івасюк та ін.), героїв Національно-визвольних змагань, хроніки, репортажі.

## Основні публікації про автора
1. Тернопільський енциклопедичний словник : у 4 т. – Тернопіль : ВПК «Збруч», 2008. – Т.3 : П–Я. – 708 с. – С. 69.
2. Тернопільщина. Історія міст і сіл : у 3 т. – Тернопіль : ТзОВ «Терно-граф», 2014. – Т.1. – 668 с. – С. 554.
3. Васильчук М. М. Коломийський азбуковник : Друкарство, журналістика, література 1939–1999 р. Бібліографічний словник. – Коломия : Вільний голос, 2000. – 200 с. + 20 с. : іл. – С. 40.
4. Видавнича Коломия : Довідник: Періодичні та книжкові видання нової доби. – Коломия: Вік, 1995. – 48 с. – С. 8, 20.
5. Маляткам – святкові оповідки/Урядовий кур'єр. 29 квітня 2000. – Ч. 80. – С. 8.
6. Знайомтесь, Володимир Герман/Рівне: Зміна, 17 листопада 1987. – С. 2.
7. Коломийські часописи: «Агро», «Вісник Коломиї», «Всевідо», «Воля Нації», «Вільний голос».
8. Всеукраїнські каталоги видань.